# Chamaecostus cuspidatus
Espèce
Classification phylogénétique

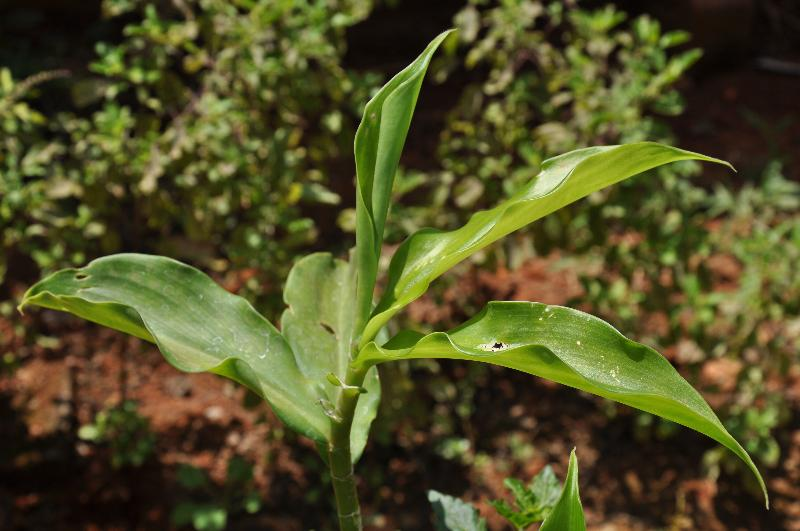
Feuillage de Chamaecostus cuspidatus.

Chamaecostus cuspidatus est une espèce de plantes à fleurs de la famille des Costaceae. Cette espèce est encore connue sous son précédent nom scientifique, Costus cuspidatus, voire Costus igneus. En effet, la réforme du genre Costus est récente (2006).
Elle est originaire de l'Est du Brésil.

## Description
Les feuilles de cette plante ont un grand avenir en tant que plante médicinale.
La plante pousse très rapidement et peut se propager par bouture.
Elle aime le soleil mais supporte des zones légèrement ombragées.
La face inférieure de ses grandes feuilles vert sombre et douces est d'un léger violet.
Les feuilles sont disposées en spirale autour des tiges.
La hauteur maximale de ces plantes est d'environ 70 cm de haut.
Les fleurs, de couleur orange et de 3,5 cm de diamètre sont très belles.
La floraison a lieu pendant les mois chauds.

## Propriétés
Elle est connue comme "insuline végétale" car elle aurait la vertu de favoriser la production d'Insuline par le corps humain. Par ailleurs l'extrait aqueux de cette  plante préviendrait la formation de calculs urinaires calciques par effets inhibiteurs de la plante sur la croissance des cristaux d'oxalate de calcium.
Cette plante est cultivée en Amérique et est devenu populaire en Inde où elle est largement utilisée en médecine ayurvédique.

## Synonymes
- Costus cuspidatus (Nees & Mart.) Maas, Acta Bot. Neerl. 24: 469 (1975 publ. 1976)
- Costus igneus N.E.Br., Ill. Hort. 31: 25 (1884).
- Globba cuspidata Nees & Mart., Nova Acta Phys.-Med. Acad. Caes. Leop.-Carol. Nat. Cur. 11: 28 (1823)